# Liv Boeree
Olivia Boeree, née le 17 juillet 1984 dans le Kent, est un mannequin, une présentatrice de télévision et une joueuse professionnelle de poker britannique.

## Biographie
Liv Boeree a étudié l'astrophysique à l'Université de Manchester.

### Carrière au poker
À l'automne 2005, Liv Boeree participe à l'émission de télé-réalité britannique Ultimatepoker.com Showdown, diffusée sur Channel 5. Pour sa participation, elle a pour entraîneurs Phil Hellmuth, Annie Duke et Dave Ulliot.
En mai 2008, elle remporte le tournoi Ladbrokes Poker European Ladies Championship, empochant 42 000 $,.
En janvier 2009, elle finit 7e d'un tournoi de No-limit Hold'em des Aussie Millions, pour un gain de 13 426 $,. En avril de la même année, elle finit 37e du tournoi Five Star World Poker Classic du World Poker Tour, pour un gain de 40 855 $,.
En avril 2010, elle remporte l'étape de San Remo de l'European Poker Tour, empochant 1 250 000 €. En septembre de la même année, elle intègre le Team Pro de PokerStars.
En octobre 2011, elle finit 36e au Main Event des World Series of Poker Europe, pour un gain de 27 500 €,. En septembre 2012, elle finit 18e à ce même tournoi, pour un gain de 26 611 €,.
En 2017, lors des WSOP, elle remporte son premier bracelet, en compagnie d'Igor Kurganov, à l'issue du Tag Team Championship, un tournoi par équipes à 10 000 $,.
En juin 2017, Liv Boeree cumule plus de 3 300 000 $ de gains en tournois.

## Activités caritatives
En 2014, Liv Boeree a cofondé Raising for Effective Giving, une organisation qui promeut une approche rationnelle de la philanthropie souvent appelée altruisme efficace,, et fournit des conseils sur le choix des organisations caritatives en fonction de certains critères. L'organisation publie également un guide annuel sur les dons efficaces, qui met en évidence les organisations caritatives susceptibles de mériter de recevoir des fonds, et pour quelles raisons éthiques.
En outre, en 2017, Boeree est devenu membre de Giving What We Can, une communauté de personnes qui se sont engagées à donner au moins 10 % de leurs revenus à des organismes de bienfaisance efficaces.